# E3 Prijs Harelbeke 1996
L'E3 Prijs Harelbeke 1996, trentanovesima edizione della corsa, si svolse il 30 marzo su un percorso con partenza ed arrivo a Harelbeke. Fu vinta dal belga Carlo Bomans della squadra Mapei-GB davanti ai connazionali Peter Van Petegem e Wilfried Nelissen.

## Ordine d'arrivo (Top 10)
| Pos. | Corridore          | Squadra               | Tempo    |
| ---- | ------------------ | --------------------- | -------- |
| 1    | Carlo Bomans       | Mapei-GB              | 5h09'21" |
| 2    | Peter Van Petegem  | TVM-Farm Frites       | a 1'23"  |
| 3    | Wilfried Nelissen  | Lotto-Isoglass        | a 1'46"  |
| 4    | Viatcheslav Ekimov | Rabobank              | a 1'52"  |
| 5    | Olaf Ludwig        | Team Deutsche Telekom | a 1'57"  |
| 6    | Johan Museeuw      | Mapei-GB              | s.t.     |
| 7    | Tristan Hoffman    | TVM-Farm Frites       | s.t.     |
| 8    | Lance Armstrong    | Motorola              | s.t.     |
| 9    | Andrei Tchmil      | Lotto-Isoglass        | s.t.     |
| 10   | Massimo Strazzer   | Brescialat-Verynet    | s.t.     |